# 후쿠타정
후쿠타정(富来田町)은 지바현 기미쓰군에 일찍이 존재했던 정이다. 현재의 기사라즈시 동부에 해당한다.

## 연혁
- 1955년 3월 31일 - 우마키타촌과 도미오카촌의 남부(타가와, 사노, 시모고리, 네기시, 카미네기시)와 합병해 후쿠타정이 신설하였다.
- 1971년 9월 30일 - 기사라즈시에 편입되어. 동일 후쿠타정이 폐지하였다.

## 교통

### 철도
- 국철 (→ JR동일본)
  - 구루리선

### 도로
- 구루리 가도 (본 정은 폐지 후 1982년 4월 1일부터 구루리 우마키타 바이패스의 개통까지 국도 410호로 지정되어 있었다)